# 푸시맨

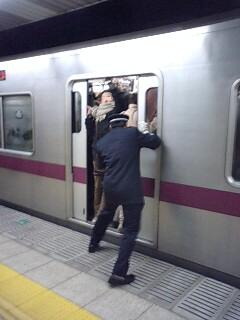
산겐자야 역의 오시야

푸시맨(영어: Push-man)은 철도의 아침 저녁 러시 아워에 열차의 승객을 차내에 미는 사람을 의미한다. 일본에서는 오시야(일본어: 押し屋)라고 한다.